# Ixonanthes petiolaris
Ixonanthes petiolaris är en tvåhjärtbladig växtart som beskrevs av Carl Ludwig von Blume. Ixonanthes petiolaris ingår i släktet Ixonanthes och familjen Ixonanthaceae. Inga underarter finns listade i Catalogue of Life.